# Haptophyta
Haptophyta (případně Haptophytina, dříve též Prymnesiophyta) je skupina převážně mořských jednobuněčných bičíkovců s fotosyntetickou schopností. Jako u naprosté většiny ostatních fotoautotrofů někdejší říše Chromista vznikl jejich plastid sekundární endosymbiózou z ruduchy.
Postavení skupiny na fylogenetickém stromě eukaryot nebylo dlouho známé a skupina bývala klasifikována jako Eukaryota incertae sedis. Studie z roku 2019 klasifikují Haptophyta spolu s centrohelidními slunivkami (Centohelida, Centrohelea, Centroplasthelida) jako samostatnou superskupinu Haptista, která patří do kladu Diaphoretickes. Termín Haptista zavedl Thomas Cavalier-Smith již v roce 2003. Některé fylogenetické studie zpochybňovaly její přirozenost (např. studie z r. 2022, zaměřená však na linie blízké superskupině Archaeplastida, kladla Haptophyta do příbuzenstva skupin Sar a Telonemia, zatímco taxon Centrohelea se podle ní odvětvuje v blízkosti skupin Hemimastigophora a Ancoracystidae), jiné novější studie ji potvrzují a případně přiřazují do jejího sousedství i telonemidy (např. studie z r. 2024).

## Popis
Mají dva bičíky a navíc haptonemu (připomíná třetí bičík). Povrch bičíků je pokryt mastigonematy, uvnitř nich je typická tzv. axonematická struktura. Naopak haptonema žádnou axonemu uvnitř nemá. Na povrchu buněk jsou nad periplastem často kladeny tenké ploché šupinky, buď z polysacharidů, nebo navíc z vápenatých sloučenin. Druhá jmenovaná chemická struktura je důvodem vzniku tzv. kokolitů, tedy zbytků těchto řas, které se ukládají na dně moří ve velkém množství.

## Systém
K původnímu rozsahu této skupiny, tvořeném tzv. prymnesiofyty (odtud dřívější synonymum haptofyt – Prymnesiophyta), přibyly díky molekulárním analýzám dvě menší skupiny, nyní samostatné třídy. Poslední z nich, tzv. rappemonády, byly objeveny sekvenováním mořských vzorků teprve v r. 2010; fylogenetické analýzy je zařadily jako třídu Rappephyceae M. Kawachi, R. Kamikawa & T. Nakayama, 2021, která je (společně se sesterskou linií NIES-3900) podle rizomální 16S rRNA sesterská ke společnému kladu (Prymnesiophyceae + Pavlovophyceae), naopak podle mitochondriálních a plastidových genomů sesterskou k Prymnesiophyceae, zatímco třída Pavlovophyceae se odvětvuje nejbazálněji.
Někdy se ke stejnému kmeni přiřazuje i třída centrohelidních slunivek, takto rozšířený kmen (aktuálně však i ve smyslu superskupiny) se nazývá Haptista a haptofyta jsou ponížena na podkmen Haptophytina.
Aktuální (2015) klasifikace recentních haptist v systému Cavaliera-Smithe, respektujícímu tradiční taxony:
- Podříše Hacrobia Okamoto 2009 ex Cavalier-Smith, 2010 (pravděpodobně parafyletická)
  - Kmen Haptista Cavalier-Smith, 2015
    - Podkmen Haptophytina Cavalier-Smith, 2015 (≈ Haptophyta Hibberd ex Cavalier-Smith, 1986, emend. Edvardsen & Eikrem, 2000)
      - Třída Coccolithophyceae Casper, 1972 ex Rothmaler, 1951 (syn. Prymnesiophyceae Hibberd, 1976 emend. Cavalier-Smith, 1996)
      - Třída Pavlovophyceae Cavalier-Smith, 1986
      - Třída Rappephyceae Cavalier-Smith, 2015

    - Podkmen Heliozoa Haeckel 1862 stat. n. Margulis 1974 em. Cavalier-Smith 2003
      - Třída Centrohelea Kühn, 1926 ex Cavalier-Smith, 1993 (syn. Centroheliozoa Dürrschmidt and Patterson 1987)

Aktuální (2019) klasifikace recentních haptist ve fylogenetickém systému Adla a kol.:
- Incertae sedis Diaphoretickes
  - Haptista Cavalier-Smith 2003
    - Haptophyta Hibberd 1976, ex. Edvardsen & Eikrem 2000
      - Pavlovales Green 1976
      - Prymnesiophyceae Hibberd 1976
        - Prymnesiales Papenfuss 1955, emend. Edvardsen & Eikrem 2000
        - Phaeocystales Medlin 2000
        - Isochrysidales Pascher 1910, emend. Edvardsen & Eikrem 2000
        - Coccolithales Schwarz 1932, emend. Edvardsen & Eikrem 2000 – kokolitky

    - Centroplasthelida Febvre-Chevalier & Febvre 1984 [Centrohelea Kühn 1926 sensu Cavalier-Smith in Yabuki et al. 2012; Centroheliozoa Dürrschmidt & Patterson 1987; ne však Centrohelida Kühn 1926 (polyfyletické vymezení – zahrnovalo i Gymnosphaerida)] – centrohelidní slunivky
      - Incertae sedis Centroplasthelida: Spiculophryidae Shishkin & Zlatogursky 2018
      - Pterocystida Cavalier-Smith & von der Heyden 2007 emend. Shishkin & Zlatogursky 2018
        - Raphidista Shishkin & Zlatogursky 2018
          - Choanocystidae Cavalier-Smith & von der Heyden 2007
          - Raphidiophryidae Febvre-Chevalier & Febvre 1984 emend. Shishkin & Zlatogursky 2018

        - Pterista Shishkin & Zlatogursky 2018
          - Oxnerellidae Cavalier-Smith & Chao 2012
          - Pterocystidae Cavalier-Smith & von der Heyden 2007
          - Heterophryidae Poche 1913 emend. Cavalier-Smith & von der Heyden 2007

      - Panacanthocystida Shishkin & Zlatogursky 2018
        - Yogsothothidae Shishkin & Zlatogursky 2018

Novější fylogenetické studie zohledňující i sekvenované environmentální vzorky ukazují, že Prymnesiophyceae (syn. Coccolithophyceae), Rappephyceae a Pavlovophyceae je sice možné i nadále považovat za přirozené skupiny (klady), ale fylogenetický strom haptofyt nelze redukovat pouze na ně. Nejen, že byly popsány nové haptofytní řády (z recentních např. Stephanolithiales, Syracosphaerales, Zygodiscales) a mnoho dalších nezařazených čeledí, ale bylo identifikováno i mnoho linií dosud nepopsaných pomocí kultivovaných vzorků. Navíc existuje díky vápenatým schránkám i bohatý fosilní záznam již vymřelých linií.